# 53-39ПМ
53-39ПМ — парогазовая самодвижущаяся торпеда с прибором маневрирования для поражения надводных кораблей и судов, а также разрушения расположенных у уреза воды береговых сооружений.
Торпеды состоят на вооружении надводных кораблей, подводных лодок и морской авиации. В ВМФ СССР торпеды классифицируют в зависимости от заряда БЧ — ядерная или обычная, по виду энергосиловой установки — парогазовая (тепловая), электрическая или реактивная и по масс-габаритным характеристикам обычные или малогабаритные.

## История проектирования
После Великой Отечественной войны коллективом конструкторов НИМТИ была создана модификация торпеды 53-39. Прибор маневрирования включённый в состав торпеды позволял формировать перед выстрелом достаточно сложную траекторию её движения с неоднократным пересечением курса цели при промахе.
В 1949 году данная торпеда поступила на вооружение ВМФ СССР и успешно использовалась надводными кораблями и подводными лодками.

## Конструкция
Торпеда 53-39ПМ имеет сигарообразную форму разделённую на 4 основных отсека:
1. Боевое зарядное отделение;
2. Отделение энергокомплекта;
3. Кормовая часть;
4. Хвостовая часть.

В боевом зарядном отделении находятся взрыватели, запальные приспособления и взрывчатое вещество.
Взрывчатое вещество содержало смесь 60 % тротила, 34 % гексогена и 16 % алюминиевой пудры. Смесь получила название ТГА. Благодаря введению в состав смеси алюминиевой пудры мощность взрыва повышалась на 45-50 %.
В отделении энергокомплекта помещаются воздушный резервуар и отсек с пресной водой, подаваемой для испарения в камеру сгорания поршневой (тепловой) машины. В кормовой части имеются силовая установка и механизмы, управляющие движением торпеды. В хвостовой части расположены гребные винты и четыре пера с вертикальными и горизонтальными рулями для управления торпедой по направлению и глубине.

## Принцип работы
Перед выстрелом торпеды торпедист вручную устанавливает заданные направление, глубину хода и дистанцию до встречи её с целью, открывает запирающий кран, через который воздух из резервуара поступает к машинному крану, соединённому тягами с курком. Во время движения торпеды в торпедном аппарате курок откидывается, и машинный кран пропускает воздух из резервуара через машинные регуляторы, поддерживающие постоянное давление воздуха в камере сгорания. Одновременно с воздухом в камеру сгорания через форсунку поступает распылённый керосин, который воспламеняется от зажигательного приспособления. В эту же камеру сгорания для снижения температуры горения поступает пресная вода. В результате образуется парогазовая смесь, приводящая в движение главную поршневую машину. Вместе с процессом запуска двигателя при движении торпеды в трубе торпедного аппарата запускается сжатым воздухом из резервуара и гироскопический прибор, который раскручивается до частоты 20-30 тыс. об/мин. После выхода торпеды из торпедного аппарата] вертушка предохранительной системы начинает вращаться под действием встречного потока воды и полностью освобождает боёк, приводя ударник в боевое положение, когда торпеда пройдёт в воде 100—200 метров.
Если торпеда по какой-либо причине начнёт уклоняться от заданного направления, то ось волчка гироскопа, оставаясь в неизменном положении, будет действовать на золотник рулевой машинки и перекладывать вертикальные рули направляя торпеду по заданному курсу. Если торпеда начнёт уклоняться от заданной глубины, то изменившееся давление наружной воды нарушит принцип равновесия двух сил, внутренней пружины давящей на диск и наружного столба воды, что через систему рычагов связанных с диском передастся к золотнику рулевой машинки, которая переложит горизонтальные рули и вернёт торпеду на заданную глубину хода. Если торпеда после прохождения заданной дистанции не встретилась с целью, прибор маневрирования заставит её циркулировать до попадания в борт корабля. Как только торпеда ударится в борт цели, иглы ударника разбивают капсюли-воспламенители, которые в свою очередь воспламеняют взрывчатое вещество, вызывая взрыв заряда БЧ и поражение цели.